# Masonic bodies

La dénomination « masonic bodies » que l'on peut traduire par l'expression « organismes maçonniques » est utilisé dans la franc-maçonnerie nord-américaine, et en particulier dans celle des États-Unis, pour désigner l'ensemble des organismes qui se rattachent à la franc-maçonnerie des trois premiers degrés dans sa branche principale. Ces organismes prennent souvent la dénomination d'« ordres » et gèrent des activités diverses allant de la pratique des hauts grades maçonniques à la collecte de fonds pour des œuvres caritatives.
Des organismes maçonniques comparables aux masonic bodies existent également, quoi qu’avec moins de variantes, dans d'autres pays, en particulier au Royaume-Uni.
En Europe continentale, ces organismes sont quasiment inexistants, et c'est plutôt le système des juridictions de hauts grades maçonniques, le plus souvent constituées en symbiose avec une obédience symbolique (c'est-à-dire des trois premiers grades), qui domine.

## Généralités
La franc-maçonnerie américaine présente cette particularité d'établir une frontière assez nette entre :
- d'une part, les grandes loges symboliques (des trois premiers degrés) et historiques (fondées peu de temps après l'indépendance et reconnues par la Grande Loge unie d'Angleterre) : aux États-Unis, au Canada et au Mexique, il n'existe qu'une seule grande loge de ce type par État ou province ;
- et d'autre part l'ensemble de tous les autres organismes rattachés plus ou moins directement à ces grandes loges, qu'il s'agisse :
  - d'ordres gérant les hauts grades maçonniques dénommés aux États-Unis : side degrees,
  - d'ordres regroupant des dignitaires ou anciens dignitaires des organismes mentionnés ci-dessus,
  - d'ordres féminins, mixtes ou de jeunesse,
  - ou d'ordres caritatifs recrutant dans les loges maçonniques.

La franc-maçonnerie mixte, très minoritaire aux États-Unis, n'y est pas considérée comme appartenant à la franc-maçonnerie elle-même, ni non plus aux « masonic bodies » qui lui sont rattachés. Elle y est dénommée Co-Freemasonry.
Les grandes loges noires américaines, dites de Prince Hall, forment aux États-Unis un ensemble séparé, qui n'est considéré ni comme faisant partie des grandes loges « historiques » (« mainstream »), ni comme appartenant aux masonic bodies qui lui sont rattachés, bien que la plupart des grandes loges blanches américaines aient, à partir des années 1990, commencé à tisser des liens de reconnaissance et d'inter-visites avec elles.
L'expression « ordre paramaçonnique » est parfois utilisée en français pour désigner les « masonic bodies », bien qu'elle ne procède pas de la même conception de la franc-maçonnerie et qu'elle soit d'une extension beaucoup plus vaste. En effet, on utilise en français cette expression pour désigner non seulement les « masonic bodies » nord-américains, mais également tout sortes d'autres ordres paramaçonniques très divers, allant des ordres martinistes aux sociétés amicales.

## Histoire
Pendant tout le XVIIe siècle et pendant les vingt premières années du XVIIIe siècle, la franc-maçonnerie des îles britanniques ne comportait qu'un ou peut-être deux degrés: ceux d'apprenti et de compagnon. Le troisième degré, celui de maître, apparaît dans les années 1720.
La première Grande Loge d'Angleterre, issue de la « Grande Loge de Londres et de Westminster », fondée en 1717, refusait de reconnaître quelque degré que ce soit au-delà du troisième.
Cependant, la Grande Loge des anciens, formée en 1751 et se réclamant d'une tradition plus ancienne, très liée aux franc-maçonneries écossaise et irlandaise, autorisa la pratique d'une gamme plus vaste de rituels. Les « antients » pensaient, à tort ou à raison, que leur connaissance du degré de « Royal Arch » témoignait d'une tradition plus complète et plus ancienne, et ils appelaient pour cette raison par dérision leurs concurrents de la Grande Loge de Londres les « moderns ».
Quand les deux grandes loges fusionnèrent en 1813, l'article deux du traité d'union, avec une certaine habileté rhétorique, affirma que « la franc-maçonnerie pure et ancienne consiste en trois degrés sans plus, incluant l'ordre suprême de l'arche royale ».
Pendant la période allant de 1740 à 1813, de très nombreux autres rites, ordres et degrés maçonniques avaient vu le jour. Ces nouveaux rituels reprenaient souvent, en les développant, des éléments pratiqués dans la franc-maçonnerie des trois premiers grades. Beaucoup de ces systèmes disparurent rapidement et il semble que beaucoup d'entre eux n'aient jamais existé ailleurs que sur le papier. Mais certains perdurèrent et existent encore aujourd'hui.

## Reconnaissance
Les différentes grandes loges nord-américaines n'ont pas toutes les mêmes relations avec les autres « masonic bodies ». Certaines considèrent qu'ils ne font pas du tout partie de la franc-maçonnerie. Ceci les conduit à ne pas les considérer comme des « appendant bodies » (« organismes annexes »), mais comme des organisations totalement séparées, même lorsqu'elles ne recrutent que parmi les francs-maçons.

## Recrutement
Le recrutement des masonic bodies est très variable, chacun d'entre eux ayant ses propres règles. Beaucoup d'entre eux cependant, et en particulier ceux qui confèrent des degrés maçonniques additionnels, ne recrutent que parmi les maîtres maçons des grandes loges « historiques ».
D'autres acceptent les personnes (épouses ou enfants) qui ont une relation familiale avec un maître maçon. Certains exigent que le candidat croie en la Trinité chrétienne, ce qui va au-delà de la simple exigence de la croyance en un Être suprême pratiquée par les grandes loges historiques nord-américaines.
Certains obligent que les candidats aient auparavant exercé certaines responsabilités dans d'autres groupes (par exemple, qu'ils aient été présidents d'une autre loge).
Le recrutement peut être ouvert ou ne se faire que sur invitation. Ainsi, par exemple, aux États-Unis, le Rite d'York et le Rite écossais ancien et accepté examinent les candidatures de tous les maîtres francs-maçons, mais se réservent le droit de ne pas les accepter. D'autres groupes comme les prieurés de chevaliers de la croix d'honneur de York (Priories of Knights of the York Cross of Honor) exigent que les candidats aient au préalable présidé une loge bleue, un chapitre de l'Arche royale, un conseil cryptique et une commanderie de chevaliers du Temple dans le système du « Rite d'York ». D'autres encore, comme les chevaliers maçons (Knight Masons) sont dits « invitational », c'est-à-dire qu'on ne peut pas y présenter une candidature et qu'on ne peut y entrer que sur invitation.

## Rites, ordres et degrés

### Principaux organismes de hauts grades
En Amérique du Nord, les deux principales sortes de juridictions de hauts grades maçonniques sont nommées « organismes annexes » (Appendant Bodies). Ce sont :
- le Rite écossais ancien et accepté, qui ne concerne aux États-Unis que les degrés du 4e au 33e ;
- le Rite d'York (parfois appelé « Rite américain ») dans sa partie qui va au-delà des trois premiers degrés, et qui se subdivise à son tour en quatre organismes :
  - les chapitres de l'Arche royale (Royal Arch Chapter) (Capitular Masonry),
  - les conseils de la maçonnerie cryptique ((Royal & Select Masters Council of Royal & Select Masters ; Cryptic Masonry),
  - les commanderies de chevaliers du Temple (Knights Templar) ;
  - à ces quatre organismes, il convient d'ajouter le Priories of Knights of the York Cross of Honor qui regroupe les anciens présidents des différents ateliers du rite.

### Autres ordres et degrés

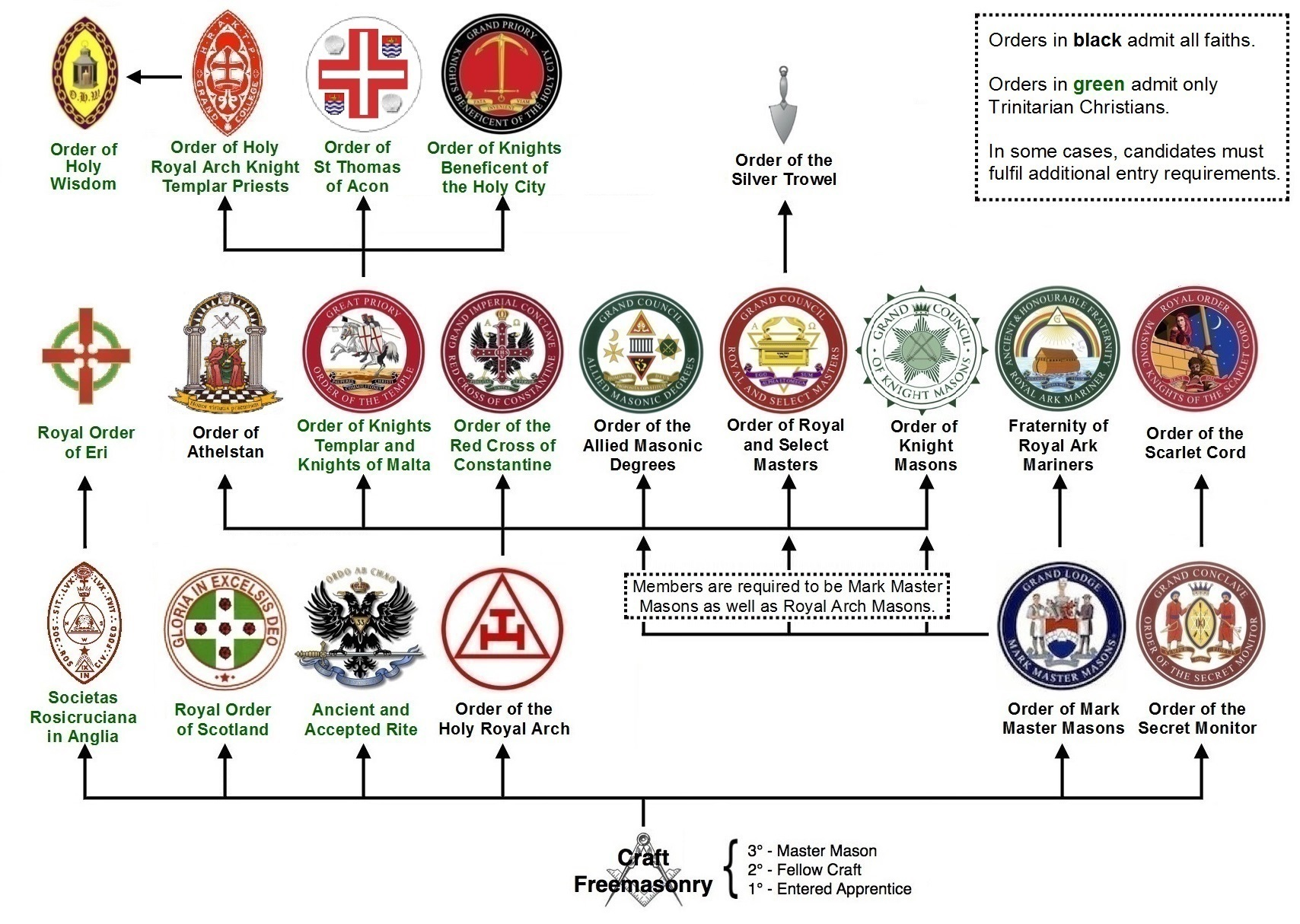
Progression des principaux masonic bodies en Angleterre et au pays de Galles.

Les organismes suivants confèrent également des degrés maçonniques. Les candidats doivent posséder au moins le degré de maître maçon, entre autres exigences possibles :
- Allied Masonic Degrees : aux États-Unis, les conseils des AMD délivrent 12 degrés supplémentaires. Il existe également des conseils similaires en Angleterre, qui délivrent 5 degrés supplémentaires ;
- Royal Ark Mariners : aux États-Unis, ce degré fait partie des AMD. Au Royaume-Uni, les loges de Royal Ark Mariners sont administrées par la Mark Grand Lodge. Au Canada, ce degré est associé au Cryptic Rite ;
- The Order of the Secret Monitor : aux États-Unis, ce degré fait partie des AMD En Angleterre, il est administré par un conclave séparé qui gère trois degrés ;
- The Red Branch of Eri : aux États-Unis, il fait partie des AMD En Angleterre, the Order of Eri confère trois degrés ;
- The Antient Order of Noble Corks : aux États-Unis, c'est une partie des AMD En Angleterre et dans d'autres pays[précision nécessaire] il est conféré séparément ;
- The Knight Masons : en Irlande des conseils de Knight Masons of Ireland confèrent trois degrés connus sous le nom de « degrés verts ». Aux États-Unis, le Grand Council of Knight Masons of the USA administre des conseils qui ont établi des accords avec le Grand Council of Ireland ;
- Royal Order of Scotland : la Grand Lodge of the Royal Order at Edinburgh, Scotland contrôle approximativement 85 grandes loges provinciales dans le monde. Elle confère deux degrés ;
- Chevalier bienfaisant de la Cité sainte : aux États-Unis, les grands prieurés qui gèrent les hauts grades du Rite écossais rectifié confèrent quatre degrés et ne recrutent que par invitation ;
- The Rite of Baldwyn at Bristol : il n'existe que dans la ville de Bristol (Angleterre). Il confère cinq degrés ;
- The Holy Royal Arch Knights Templar Priests : un rite de 33 degrés dont seul le dernier est réellement conféré au cours d'une cérémonie ;
- Societas Rosicruciana : neuf degrés ;
- Order of St. Thomas of Acon : un ordre commémorant la chevalerie, organisé en « chapelles » ;
- The Order of the Worshipful Society of Free Masons, Rough Masons, Wallers, Slaters, Pavoirs, Plaisterers and Bricklayers : sept degrés ;
- The August Order of Light : trois degrés. Six temples dans le mondes, deux dans le nord de l'Angleterre, un aux USA, un en Australie et deux en Inde.
- The Order of Athelstan : sur invitation seulement, organisé en « courts ».

## Autres organismes ne recrutant que des francs-maçons
Les organismes suivants ne recrutent que des francs-maçons, mais ne confèrent pas de degrés maçonniques :
- Ancient Arabic Order of the Nobles of the Mystic Shrine : les « Shriners » sont très connus pour leurs parades caritatives et leur hôpitaux pour enfants ;
- Order of Quetzalcoatl : association de francs-maçons de l'Ouest et du Sud-Ouest des États-Unis[2] ;

- Royal Order of Jesters : l'initiation, sur invitation et après vote unanime, est réservée aux Shriners ;
- Mystic Order of Veiled Prophets of the Enchanted Realm : organisation caritative connue sous le nom de « Grotto ». Les membres portent un fez noir ;
- National Sojourners : association patriotique de francs-maçons ayant servi dans l'US Army en tant qu'officiers ;
- Heroes of '76 : association liée aux National Sojourners ;
- Tall Cedars of Lebanon : association caritative et de soutien à la recherche contre la dystrophie musculaire et les maladies neuromusculaires ;
- Order of the Sword of Bunker Hil : ordre maçonnique patriotique de la côte est des États-Unis.

## Autres organismes recrutant parmi les francs-maçons et leurs proches
Les organismes suivants recrutent des francs-maçons, mais aussi des non-maçons :
- Order of the Eastern Star : les membres sont soit des maîtres-maçons soit des femmes de leurs familles. Le chapitre est toujours dirigé par une femme[3] ;
- Order of the Amaranth : les membres sont soit des maîtres-maçons soit des femmes de leurs familles ;
- Social Order of the Beauceant : ordre mixte regroupant des Knights Templar, leurs épouses ou leurs veuves ;
- White Shrine of Jerusalem : ordre mixte regroupant des maîtres-maçons et des femmes de leurs familles ;
- Daughters of the Nile : ordre d'épouses de Shriners.

### Organisations de jeunesse
Il existe également en Amérique du Nord de nombreuses organisations de jeunesse rattachées à la franc-maçonnerie :
- DeMolay International : garçons de 12 à 20 ans. Sans obligation d'avoir un parent maçon. L'organisation s'est également implantée au Canada, Australie, Allemagne, Brésil, Italie, Japon, etc.[4] ;
- Association de la Jeunesse Espoir de la Fraternité (A.J.E.F.) : garçons de 14 à 21 ans. Les chapitres sont implantés au Mexique, aux États-Unis et certains pays d'Amérique latine ;
- Job's Daughters : filles de 10 à 20 ans, filles d'un maître maçon ou d'une « Job's Daughter » majeure. Les Jobies ont des Bethels en Australie, au Brésil, au Canada, aux Philippines, et dans de nombreux États des États-Unis[5] ;
- International Order of the Rainbow for Girls : filles de 11 à 20 ans. L'organisation s'est aussi implantée en Australie, Bolivie, Brésil, Canada, Allemagne, Italie, Japon et aux Philippines[6].